# وليام موريتز
وليام موريتز، مؤرخ أفلام، ولد في 6 أيار (مايو) 1941، وتوفي في 12 آذار (مارس) 2004. تخصص مورتيز في الموسيقى التصوّرية والرسوم المتحركة التجريبية. تناولت أهم أعماله المنشورة المخرج والرسام التجريدي «أوسكار فيشينغر». كما كتب بإسهاب عن العديد من الموسيقيين ممن اختصوا بالموسيقى التصوّرية، الذين عمله معه في الأفلام، ومنهم جميس وجون ويتني وجوردن بيلسون. كما كتب موريتز عن السينما الألمانية والموسيقى التصوّرية وأصول الألوان والرسوم المتحركة التجريبية ومدرسة كاليفورنيا لموسيقى الألوان.

## بداياته
ولد وليام موريتز في أريزونا، ونشأ في كاليفورنيا وأريزونا. كان والده إدوار موريتز مهاجرًا ألمانيًا، وقد أثّر على اهتمام ابنه بالموسيقى والأدب. في مقابلة أجرتها معه سيندي كيفير لصالح مركز الموسيقى التصوّرية في لوس أنجلوس، ربط موريتز بين أهمية خبراته المبكرة مع صناعة الرسوم المتحركة، حيث قال: "رأيت العديد من أفلام الرسوم المتحركة في دور السينما (إذ لم تكن أجهزة التلفزيون متوفرة آنذاك) كميكي ماوس ودونالد دك والخنزير بوركي وودي نقار الخشب، وكانت هذه الأفلام تنتج في الاستديوهات، كان ذلك أمرًا حيويًا في حياتنا. أما التحوّل الكبير بالنسبة لي، فقد كان مشاهدة رسوم UPA على وجه الخصوص، فقد كانت تغييرًا مختلفًا تمامًا. لقد رأيت فنًا وليس مجرد رسوم كرتونية".
حصل موريتز على درجة الدكتوراه في الأدب المقارن من جامعة جنوب كاليفورنيا عام 1968؛ على الرغم من أنه تلقّى دروسًا في السينما، إلا أن دراساته العليا اختصّت في الأدب المقارن، وقد يكون سبب ذلك عدم وجود برامج لدراساتٍ سينمائية ذات موثوقية في تلك الجامعات حتى عقد الثمانينيات من القرن العشرين.

## روابط خارجية
- وليام موريتز على موقع IMDb (الإنجليزية)
- مركز الموسيقى التصوّرية - طالع العديد من المقالات عن موريتز في المكتبة الإلكترونية
- CVM's صفحة معلومات عن موريتز؛ كما تتضمن السيرة الذاتية والعديد من الإشادات بموريتز
- فيلموغرافيا موريتز بحث قام به سي كيفير
- قائمة مختارة من أحاديث وعروض موريتز، قام بجمعها سي كيفير